# Vic Wunderle
Victor Steven "Vic" Wunderle (Lincoln (Illinois), 4 de março de 1976) é um arqueiro estadunidense, medalhista olímpico.

## Carreira
Vic Wunderle representou seu país nos Jogos Olímpicos de 2000 a 2008, ganhou a medalha de prata na modalidade individual e foi bronze por equipes em Sydney 2000.